# Isoschizomer
Als Isoschizomere werden in der Molekularbiologie Paare oder Gruppen von Restriktionsenzymen bezeichnet, welche spezifisch die gleiche Nukleotidsequenz erkennen und diese in gleicher Weise spalten. Sie erzeugen identische Fragmente bei einem Restriktionsverdau, da die Restriktionsstellen identisch sind. 
| Enzym | Quelle                        | Erkennungssequenz         | Restriktionsschnitt         | Enden                                       |
| ----- | ----------------------------- | ------------------------- | --------------------------- | ------------------------------------------- |
| SphI  | Streptomyces phaeochromogenes | 5'-GCATGC-3' 3'-CGTACG-5' | 5'-GCATG C-3' 3'-C GTACG-5' | 3'–Überhang mit vier Basen (klebrige Enden) |
| PaeI  | Pseudomonas aeruginosa        | 5'-GCATGC-3' 3'-CGTACG-5' | 5'-GCATG C-3' 3'-C GTACG-5' | 3'–Überhang mit vier Basen (klebrige Enden) |
| BbuI  | Bacillus circulans            | 5'-GCATGC-3' 3'-CGTACG-5' | 5'-GCATG C-3' 3'-C GTACG-5' | 3'–Überhang mit vier Basen (klebrige Enden) |

Weitere Beispiele für Isoschizomerenpaare sind AvaII und SinI, CfoI und HhaI, HpaII und MspI. Abgesehen von der Gleichheit der Restriktionssequenz bestehen zwischen Isoschizomeren oft keine größeren Ähnlichkeiten. Diese Enzyme werden aus verschiedenen Bakterienstämmen isoliert und stellen oft unterschiedliche Ansprüche an einen optimalen Restriktionsverdau.